# Gerd Tellenbach
Gerd Tellenbach (17 de setembro de 1903 - 12 de junho de 1999) foi um historiador e estudioso alemão da história social e religiosa medieval, particularmente do papado e da igreja alemã durante a controvérsia da investidura e os movimentos de reforma dos séculos XI e XII. Tellenbach também fez contribuições inovadoras ao estudo da nobreza medieval e ajudou a estabelecer um novo campo de pesquisa dedicado ao mapeamento de redes sociais e laços familiares entre as elites medievais (Personenforschung). Depois de estudar história nas universidades de Freiburg e Heidelberg, ensinou em Gießen, Münster e, finalmente, na Albert-Ludwigs-Universität em Freiburg, onde atuou como Rektor (chanceler) em 1949-1950 e novamente em 1957-1958. De 1962 a 1971, ele foi diretor do Instituto Histórico Alemão, em Roma, um centro de pesquisa patrocinado pelo Estado, dedicado aos estudos alemão-italianos e à história do papado na Idade Média.

## Influência acadêmica
Dada sua carreira extraordinariamente longa e produtiva, Tellenbach é considerado um dos historiadores alemães mais influentes do século XX. Em Freiburg, bem como durante seu mandato como diretor do Instituto Histórico Alemão em Roma, ele treinou e serviu como mentor para um grande número de estudantes de história medieval que passaram a receber importantes cadeiras acadêmicas em toda a Alemanha. Seu aluno mais famoso foi Karl Schmid (1923–1993), que desenvolveu a pesquisa de Tellenbach sobre famílias nobres medievais e foi pioneira em novas técnicas importantes em prosopografia e crítica de fontes usando necrologias monásticas e livros memoriais. A formação intelectual de Tellenbach antes da Primeira Guerra Mundial, e seu amadurecimento acadêmico após a catástrofe da Segunda Guerra Mundial, também emprestaram à sua bolsa uma perspectiva única. A pesquisa de Tellenbach na história da igreja, bem como na história política e social, rompeu com relatos de longa data nacionalistas e altamente confessionais e politizados e, em vez disso, enfatizou mudanças estruturais de longo prazo, bem como forças intelectuais e culturais na sociedade. Sua concepção do conflito de investidura como um confronto épico de ideologias opostas sobre a "ordem certa no mundo" (hierocrática versus monárquica) foi certamente formada como um jovem estudioso que testemunha os conflitos políticos cruéis que envolveram as universidades nas décadas de 1930 e 1940. Ao longo de sua carreira, e particularmente em seu papel publicamente visível como Rektor da universidade, ele permaneceu um defensor ponderado e vigoroso da liberdade acadêmica e intelectual como componentes críticos da democracia liberal. Seu irmão, Reinhard Tellenbach, um cirurgião de muito sucesso em Munique, criou uma exibição maravilhosa sobre a vida e o trabalho de seus irmãos. Ele mora em Munique com sua esposa e seus três filhos, Christina, Stefan e Anna.

## Trabalhos selecionados
- Libertas. Kirche und Weltordnung im Zeitalter des Investiturstreits (Stuttgart, 1936); Tradução em inglês: Church, State and Christian Society at the Time of the Investiture Controversy (Oxford, 1938)
- "Vom karolingischen Reichsadel zum deutschen Reichsfürstenstand", em Adel e Bauer na Alemanha Staat des Mittelalters, ed. Theodor Mayer (Leipzig, 1943)
- "Zur Erforschung des hochmittelalterlichen Adels (IX-XII Jh.), em XIIme Congres internationale des sciences historiques. Relatório I (Viena, 1965)
- Die Westliche Kirche vom 10. bis frühen 12. Jahrhundert (Göttingen, 1988); Tradução em inglês: The church in western Europe from the tenth to the early twelfth century (Cambridge, 1993)